# Kim Min-seok (diễn viên)
Đây là một tên người Triều Tiên, họ là Kim.
Kim Min-seok (sinh ngày 24 tháng 1 năm 1990) là một diễn viên Hàn Quốc. Anh từng tham gia một số bộ phim truyền hình như Shut Up Flower Boy Band (2012), Hậu duệ mặt trời, Doctors (2016) và Innocent Defendant.(2017)

## Sự nghiệp

### Phim
| Năm  | Tựa đề         | Vai trò  | Ghi chú   |
| ---- | -------------- | -------- | --------- |
| 2013 | Moebius        | Côn đồ 1 | Khách mời |
| 2017 | A Special Lady | Joo-hwan |           |

### Phim truyền hình
| Năm     | Tựa đề                        | Kênh         | Vai trò         | Ghi chú   |
| ------- | ----------------------------- | ------------ | --------------- | --------- |
| 2012    | Shut Up Flower Boy Band       | tvN          | Seo Kyung-jong  |           |
| 2014    | Aftermath                     | NaverTV Cast | Jo In-ho        | Web drama |
| 2014    | Hi! School: Love On           | KBS2         | Park Byung-wook |           |
| 2015    | Who Are You: School 2015      | KBS2         | Min Suk         |           |
| 2015–16 | Imaginary Cat                 | MBC Every 1  | Yook Hae-gong   |           |
| 2016    | Hậu duệ mặt trời              | KBS2         | Kim Gi-beom     |           |
| 2016    | Doctor Crush                  | SBS          | Choi Kang-soo   |           |
| 2017    | Defendant                     | SBS          | Lee Sung-gyu    | [ 1 ]     |
| 2017    | Age of Youth 2                | JTBC         | Seo Jang-hoon   | [ 2 ]     |
| 2017    | Because This is My First Life | tvN          | Sim Won-seok    |           |

### Chương trình thực tế
| Năm  | Tựa đề                  | Kênh    | Vai trò         | Ghi chú                                  |
| ---- | ----------------------- | ------- | --------------- | ---------------------------------------- |
| 2011 | Superstar K3            | Mnet    | Thí sinh        | Audition & xuất hiện phần bán kết        |
| 2016 | Celebrity Bromance      | MBig TV | Diễn viên chính | Mùa 6 với L (Infinite)                   |
| 2016 | King of Mask Singer     | MBC     | Thí sinh        | Tập 59–60                                |
| 2016 | Flower Crew             | SBS     | Diễn viên chính |                                          |
| 2017 | Luật rừng ở Kota Manado | SBS     | Diễn viên chính | Tập 252 – 255 cùng với Infinite Sungyeol |
| 2018 | Ngoài chăn là bão tố    | MBC     | Diễn viên       | Mùa 2                                    |

### MC
| Tiêu đề  | Vai trò  | Ngày                                     | Ghi chú                                    |
| -------- | -------- | ---------------------------------------- | ------------------------------------------ |
| Inkigayo | MC chính | 3 tháng 7 năm 2016 – 22 tháng 1 năm 2017 | Cùng với Gong Seung-yeon và Yoo Jeong-yeon |

### Video ca nhạc
| Năm  | Ca khúc            | Ca sĩ | Tham khảo |
| ---- | ------------------ | ----- | --------- |
| 2017 | "One Late Morning" | Joo   | [ 4 ]     |

## Danh sách đĩa nhạc

### Nhạc phim
| Năm  | Ca khúc                   | Album                                                        |
| ---- | ------------------------- | ------------------------------------------------------------ |
| 2012 | "Somehow you (어쩌다 널)" | Shut Up Flower Boy Band OST - Phát hành: 20 tháng 2 năm 2012 |

## Giải thưởng và đề cử
| Năm  | Giải thưởng               | Hạng mục                    | Đề cử            | Kết quả   |
| ---- | ------------------------- | --------------------------- | ---------------- | --------- |
| 2016 | 5th APAN Star Awards      | Diễn viên mới xuất sắc      | Hậu duệ mặt trời | Đề cử     |
| 2016 | 9th Korea Drama Awards    | Diễn viên mới xuất sắc      | Hậu duệ mặt trời | Đề cử     |
| 2016 | SBS Drama Awards          | Giải ngôi sao mới           | Doctors          | Đoạt giải |
| 2016 | SBS Entertainment Awards  | Best Entertainer Award      | Inkigayo         | Đoạt giải |
| 2017 | 53rd Baeksang Arts Awards | Diễn viên mới xuất sắc (TV) | Doctors          | Đoạt giải |

## Liên kết
- Kim Min-seok trên Twitter
- Kim Min-seok trên Instagram
- Kim Min-seok trên HanCinema